# John Alden Carpenter
John Alden Carpenter (Park Ridge, 28 de Fevereiro de 1876 — Chicago, 26 de Abril de 1951) foi um compositor americano.
Entre as suas obras está o bailado baseado na série cómica Krazy Kat.